# 小行星23617
小行星23617（23617 Duna）是一颗绕太阳运转的小行星，为主小行星带小行星。该小行星于1996年4月发现。

## 轨道参数
小行星23617的轨道半长轴为478 333 882 km（3.1974190 UA），离心率为0.112。